# 丘珠郵便局
丘珠郵便局（おかだまゆうびんきょく）は北海道札幌市東区にある郵便局である。民営化前の分類では集配普通郵便局であった。

## 概要
住所：〒007-8799 北海道札幌市東区丘珠町90-7
郵政事業庁当時に構築されたロジスティクスシステムの拠点である「日本郵便株式会社北海道物流センター」が当局に隣接している。

## 沿革
- 1997年（平成9年）9月29日 - 札幌市東区丘珠町にて、丘珠郵便局として開局[2][3]。札幌東郵便局より東区北34条以北・伏古・東苗穂・東雁来・丘珠町・北丘珠・中沼町・中沼西地域の集配事務を移管される。同日、無集配特定郵便局である札幌丘珠郵便局[4]を移転、局名を札幌モエレ郵便局に改称[5]。
- 1998年（平成10年）9月1日 - 外国通貨の両替および旅行小切手の売買に関する業務取扱を開始。
- 2007年（平成19年）10月1日 - 民営化に伴い、併設された郵便事業丘珠支店に一部業務を移管。
- 2012年（平成24年）10月1日 - 日本郵便株式会社の発足に伴い、郵便事業丘珠支店を丘珠郵便局に統合。
- 2017年（平成29年）4月1日 - ゆうゆう窓口の24時間営業を廃止。
- 2019年（平成31年）2月12日 - 札幌東郵便局から集配業務を移管。

## 取扱内容
- 郵便、印紙、ゆうパック、内容証明
- 貯金、為替、振替、振込、国際送金、外貨両替、国債、投資信託
- 生命保険、バイク自賠責保険、自動車保険
- 地方公共団体事務（札幌市バス利用券、札幌市敬老優待乗車証などの交付）
- ゆうちょ銀行ATM
- 札幌市東区内の一部地域の集配業務：主に丘珠、東苗穂、雁来、伏古、元町、本町、苗穂町地区（郵便番号007-00XX、007-08XX、065-00XX、065-08XX地域）
- ゆうゆう窓口

## 周辺
- 札幌コミュニティドーム（つどーむ）
- モエレ沼公園
- サッポロさとらんど
- 丘珠空港
- 国道274号

## アクセス
- 札幌市営地下鉄東豊線 栄町駅から徒歩約25分
- 丘珠空港から徒歩約15分
- 北海道中央バス（札幌東、石狩）航空管制センター入口 停留所下車
- 札樽自動車道 伏古ICから北へ約700m
- 駐車場あり：20台